# We (EP của EXID)
We là đĩa đơn mở rộng thứ năm của nhóm nhạc nữ Hàn Quốc EXID. Nó được phát hành vào ngày 15 tháng 5 năm 2019 bởi Banana Culture. EP đánh dấu lần phát hành cuối cùng của họ là một nhóm tại Hàn Quốc sau khi được thông báo rằng nhóm sẽ tạm thời gián đoạn.

## Bối cảnh
Vào ngày 3 tháng 5 năm 2019, Banana Culture thông báo rằng các thành viên Hani và Jeonghwa quyết định không gia hạn hợp đồng với công ty. Trong khi đó, các thành viên LE, Solji và Hyelin quyết định gia hạn hợp đồng với công ty, nói rằng nhóm sẽ không tan rã.
Cùng ngày, Banana Culture thông báo rằng nhóm sẽ phát hành mini album thứ năm vào ngày 15 tháng 5 và sau khi phát hành và quảng bá cho album này, nhóm sẽ tạm thời gián đoạn. Cũng lưu ý rằng các thành viên Hani và Jeonghwa đã đồng ý quảng bá album.
Vào ngày 6 tháng 5, lịch trình comeback đã được phát hành nói rằng album sẽ được phát hành vào ngày 15 tháng 5 và một buổi giới thiệu sẽ được tổ chức. Danh sách theo dõi đầy đủ cũng được tiết lộ.

## Doanh số
We đã ra mắt ở vị trí thứ 8 trên Bảng xếp hạng album thế giới của Hoa Kỳ cho tuần kết thúc vào ngày 25 tháng 5 năm 2019. Đây là album thứ năm của họ được xếp hạng và lọt top 10 lần thứ tư của họ.

## Xếp hạng
| Biểu đồ (2019)                    | Vị trí cao nhất |
| --------------------------------- | --------------- |
| Album Hàn Quốc (Gaon)             | 3               |
| Album Thế giới Hoa Kỳ (Billboard) | 8               |

## Lịch sử phát hành
| Khu vực        | Ngày                     | Định dạng                              | Nhãn           |
| -------------- | ------------------------ | -------------------------------------- | -------------- |
| Khác nhau      | Ngày 15 tháng 5 năm 2019 | Tải xuống kỹ thuật số, phát trực tuyến | Banana Culture |
| Nam Triều Tiên | Ngày 16 tháng 5 năm 2019 | CD                                     | Banana Culture |